# 마그나카르타 2
《마그나카르타 2》(Magnacarta 2, マグナカルタ2)는 대한민국의 소프트맥스에서 개발하고 마이크로소프트에서 배급한 엑스박스 360 전용 비디오 게임이다. 마이크로소프트 윈도우용 《마그나카르타 ~눈사태의 망령~》(2001년)과 PS2용 《마그나카르타 진홍의 성흔》(2004년)에 이은 세번째 작품이며, 7세대 콘솔로는 첫작이다. 2009년 4월 일본의 《파미쓰》를 통해 처음 공개되었으며 제작발표회를 거쳐 2009년 8월 20일 한국에 출시되었다.
란츠하임을 배경으로 하며, 앞서 제작된 두 작품과는 세계관과 시대적 연관성이 없는 사실상의 별개의 게임이다. 언리얼 엔진 3를 기반으로 제작되었으며, 총 플레이타임은 40시간에 달한다.

## 게임플레이
《마그나카르타 2》에서 플레이어는 제3자 시점에서 캐릭터를 컨트롤한다. 그리고 그 과정에서 두 가지 중 한 모드에서 플레이하게 되는데, 이동모드는 필드를 돌아다니고 다른 캐릭터와 대화하거나 상황에 대응할 수 있다. 또 빠르게 움직일 수 있으나 적에게 공격을 당할 경우 좀 더 큰 대미지를 입을 수 있다. 전투모드에서는 약간 느린 움직임으로 전투태세에 들어가 적을 상대하게 된다.
게임 속 전투 구조는 전략적 턴베이스 및 리얼타임 요소가 들어가 있으며, 로딩화면이 뜨지 않고 실제 필드 내에서 직접 진행된다. 한번에 세 명의 멤버까지 필드 내에 있을 수 있으며, 나머지 세 명은 자신에게 턴이 돌아올 때까지 대기 상태로 있는다. 플레이어는 일반 공격과 '칸' (에너지의 일종)을 모아 쓰는 것이 있는데, 칸은 총 다섯 가지 종류로 나뉘며 크게 속성칸과 힘의 칸으로 나뉜다. 칸은 플레이 때마다 모으고 쓸 수 있다. 세 명의 히트점수가 모두 0에 도달하면 그대로 게임 오버가 되며 플레이어는 마지막으로 세이브한 지점에서 다시 시작하게 된다.
전투모드에서 일반기나 스킬을 사용할 때 스태미너가 소비됨과 동시에 오버드라이브 게이지가 차오르고 오버드라이브 상태에 진입하여 대미지와 회복치가 향상된다. 하지만 일반기와 스킬이 도중에 끊기면 오버드라이브 이후 오버히트 상태에 빠져, 잠시동안 이동을 못하다가 이동이 가능해지고, 게이지가 차기 전까지 아이템과 일반기, 스킬을 쓸 수가 없다. 오버히트 상태에서는 체인 레디를 통해 다른 캐릭터로 리더를 바꿀 수 있는데, 그 전후 캐릭터는 체인 상태가 되며 바꾼 캐릭터로 일반기와 스킬을 끊기지 않게 써서 다시 오버드라이브 상태로 진입하면 체인드라이브 상태가 된다. 체인드라이브에서 마지막에 스킬을 쓰면 '체인브레이크'가 발동되어 현 캐릭터와 체인된 캐릭터 모두 게이지를 회복한다.
플레이어는 카몬드를 모아 '카몬드창'에서 무기 강화와 장신구 제작에 쓴다. 카몬드에는 캐릭터의 능력치를 높여주는 능력 카몬드, 캐릭터가 상태이상에 걸리는 걸 막아주는 상태 카몬드, 획득 경험치나 명중률을 높여주는 등의 고유한 능력을 가진 특수 카몬드가 있다. 카몬드는 주로 몬스터나 보초병을 잡으면 얻을 수 있지만 보물상자나 퀘스트 달성으로도 획득할 수 있다. 카몬드샵에서는 카몬드를 새 장신구로 교환할 수도 있다. 카몬드로 세공하기 위해선 세공레시피와 돈이 필요한데 세공레시피는 특정 퀘스트를 달성하면 보상으로 받는다.

## 평가
| 평가 |                                                    |
| --- | -------------------------------------------------- |
| 통합 점수 통합사 점수 게임랭킹스 70.19% [ 7 ] [ 8 ] 메타크리틱 69/100 from 49 critics 7.1/10 from 44 user ratings [ 9 ] 평론 점수 평론사 점수 1UP.com C- [ 10 ] G4 [ 11 ] 게임 인포머 8.25/10 [ 12 ] 게임스팟 6/10 [ 13 ] 게임트레일러스 7.1/10 [ 14 ] IGN 6.8/10 [ 15 ] OXM (US) 7 [ 16 ] Just Push Start 8/10 [ 17 ] RPGamer 4.5/5 [ 18 ] |                                                    |
| 통합 점수 |                                                    |
| 통합사 | 점수                                               |
| 게임랭킹스 | 70.19%                                             |
| 메타크리틱 | 69/100 from 49 critics 7.1/10 from 44 user ratings |
| 평론 점수 |                                                    |
| 평론사 | 점수                                               |
| 1UP.com | C-                                                 |
| G4 | [ 11 ]                                             |
| 게임 인포머 | 8.25/10                                            |
| 게임스팟 | 6/10                                               |
| 게임트레일러스 | 7.1/10                                             |
| IGN | 6.8/10                                             |
| OXM (US) | 7                                                  |
| Just Push Start | 8/10                                               |
| RPGamer | 4.5/5                                              |